# Las mujeres de mi casa

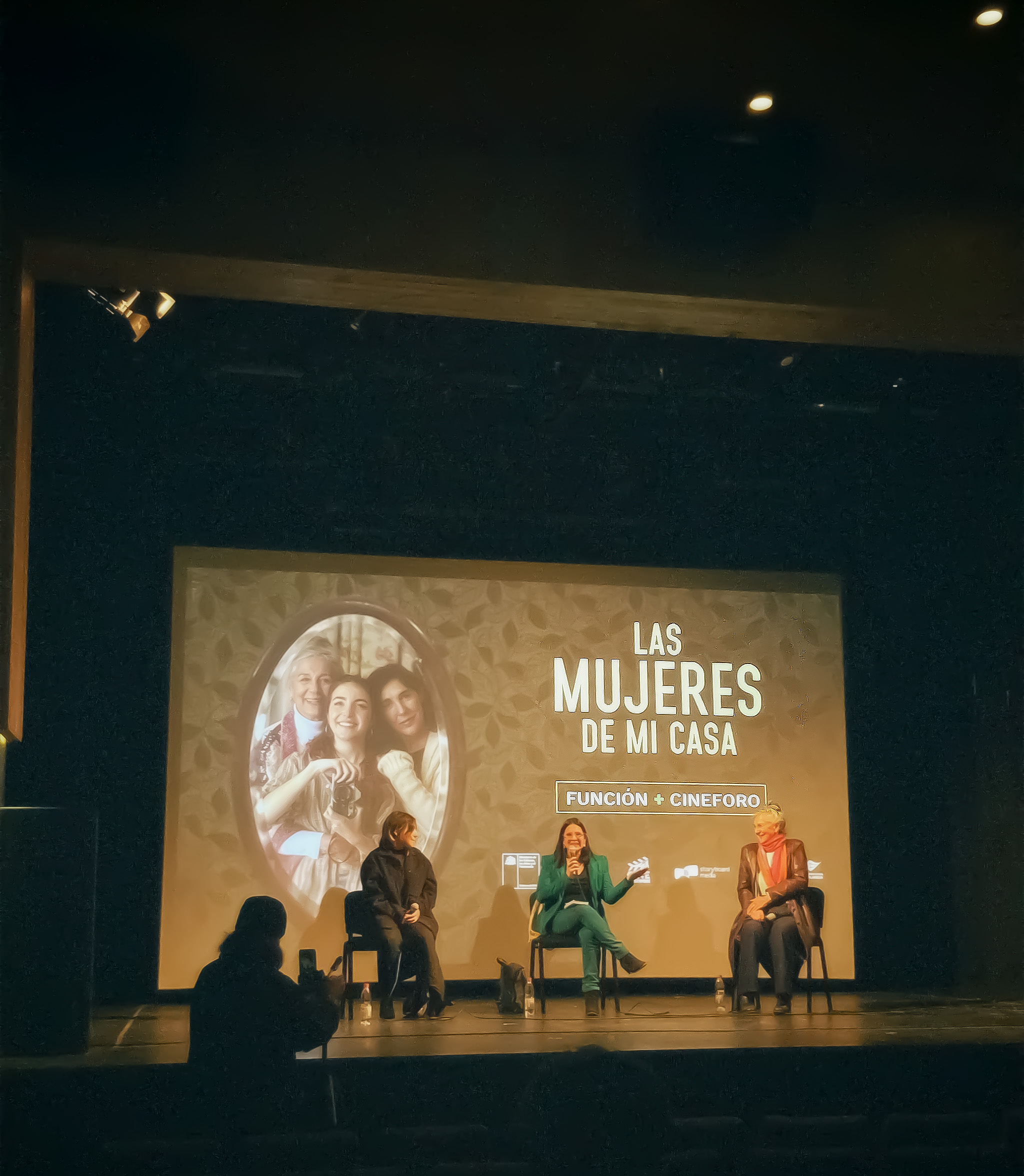
Conversatorio sobre la pelicula "Las mujeres de mi casa", realizado el dia 07 de agosto de 2022 en la Cineteca Nacional.

“Las mujeres de mi casa” es una película chilena escrita y dirigida por Valentina Reyes y protagonizado por Grimanesa Jiménez (Emilia), Trinidad González (Mónica) y Bernardita Nassar (Leonor).Estrenada en 2020 en SANFIC, es la primera película de esta directora, inspirada en la historia de sus abuelos.

### Argumento
Una familia conformada por mujeres de tres generaciones vive juntas y comparten sus diferentes procesos y etapas de vida en una antigua residencia en Ñuñoa. Por un lado, Leonor se encuentra en la encrucijada de tomar decisiones sobre su futuro, mientras que Mónica decide poner en venta la casa en la que han residido durante toda su vida. Por último, Emilia debe enfrentarse a los desafíos del Alzheimer, lo cual provoca que esta familia se transforme, se desintegre y se reúna en un mismo espacio y tiempo que se ve reflejado en una casa que está a punto de ser vendida.

### Reparto[3]
- Grimanesa Jiménez como Emilia
- Trinidad González como Mónica
- Bernardita Nassar como Leonor
- Hugo Vásquez como Ricardo

### Premios
- Mejor película, Competencia de Cine Chileno, SANFIC, Chile, 2020.
- Mención Perspectiva de género, Festival de Cine en Red - Redfeci, Chile, 2020.
- Largometraje destacado, Producción destacada, Interpretación destacada, Dirección de Arte Destacada, Banda sonora destacada, Competencia largometrajes, Festival de Cine de Mujeres y Diversidades, Chile, 2022.

### Participación en festivales nacionales
- SANFIC 16. Santiago Festival Internacional de Cine

Premios obtenidos: Mejor película
- Festival de Cine en Red – REDFECI

Premios obtenidos: Mención Perspectiva de género
- 9º Antofacine
- 13º Festival de Cine Chileno (FECICH)
- Festival Internacional BioBioCine 2021
- 7º Festival Internacional de cine de La Serena
- 5º CCFI: Colchagua Cine Festival Internacional 2021
- 14º Festival de Cine Chileno (FECICH)
- 2º Festival de Cine de Mujeres y Diversidades

Premios obtenidos: Largometraje destacado, Producción destacada
Interpretación destacada, Dirección de Arte Destacada, Banda sonora destacada
- 11º Festival de la Cineteca Nacional de Chile